# 캄푸치아 공산당
캄푸치아 공산당(---- 共産黨, គណបក្សកុំមុយនីសកម្ពុជា)은 캄보디아와 민주 캄푸치아의 공산주의 정당이었다. 총비서는 폴 포트였고, 부총비서는 누온 찌어였으며, 크메르 루주는 캄보디아 공산당이 해체될때까지 캄보디아 공산당의 무장군사조직 역할을 하였다. 모택동주의를 따랐기 때문에 중화인민공화국이 지원하였으며, 1951년 창당한 이래 거의 대부분의 시간을 불법 지하정당으로 보냈다가 1975년 캄보디아 내전의 승리로 정권을 잡아 민주 캄푸치아를 건국했다. 그러다 1979년 베트남-캄보디아 전쟁에서 패배해 몰락하고, 캄보디아에는 베트남의 괴뢰정부인 캄푸치아 인민공화국이 세워졌다. 캄푸치아 공산당은 1981년 해산했으며, 현재 민주 캄푸치아당이 그 후신을 자처하고 있다.